# Amphineurus glabristylatus
Amphineurus glabristylatus är en tvåvingeart som beskrevs av Alexander 1929. Amphineurus glabristylatus ingår i släktet Amphineurus och familjen småharkrankar. Inga underarter finns listade i Catalogue of Life.